# NGC 6151
NGC 6151 is een groep sterren in het sterrenbeeld Paradijsvogel. Het hemelobject werd op 29 juni 1835 ontdekt door de Britse astronoom John Herschel.